# Michał Kurek
Michał Kurek (ur. 30 kwietnia 1944 w Lipce) – polski inżynier i polityk, poseł na Sejm X kadencji.

## Życiorys
W 1962 został geodetą w prezydium Wojewódzkiej Rady Narodowej w Warszawie. W 1968 ukończył Szkołę Główną Gospodarstwa Wiejskiego w Warszawie, uzyskując tytuł zawodowy magistra inżyniera melioracji wodnych i został zatrudniony w Rejonowym Przedsiębiorstwie Melioracyjnym w Wyszkowie (do 1972), a także przystąpił do Zjednoczonego Stronnictwa Ludowego. W latach 1973–1976 był naczelnikiem gminy Klembów. Następnie ponownie pracował w Wyszkowie. Był radnym Wojewódzkiej Rady Narodowej w Ostrołęce. W 1984 został prezesem Gminnej Spółdzielni „Samopomoc Chłopska” w Tłuszczu.
W 1989 uzyskał mandat posła na Sejm kontraktowy. Został wybrany w okręgu ostrołęckim z puli ZSL. Zasiadał w Komisji Administracji i Spraw Wewnętrznych, Komisji Handlu i Usług oraz w Komisji Nadzwyczajna do rozpatrzenia projektów ustaw dotyczących spółdzielczości, której był przewodniczącym. Od 1990 działacz Polskiego Stronnictwa Ludowego (m.in. jako prezes Zarządu Wojewódzkiego w Ostrołęce).
W 1984 otrzymał Srebrny Krzyż Zasługi i Medal 40-lecia Polski Ludowej.